# 달빛조각사: 다크게이머
달빛조각사: 다크게이머는 원작 소설 달빛조각사를 기반으로 엑스엘게임즈가 개발하고 배급하는 대규모 다중 사용자 온라인 롤플레잉 게임이다.
전작 달빛조각사 (비디오 게임)과 달리, 오리지널 스토리의 60년 후 이야기를 그렸다고 한다.
공식 카페에서 PD 인사글의 댓글로 총 2종(무기 형상, 버디)의 뽑기가 있다고 밝혀 리니지 라이크류 게임으로 보인다.

## 클래스
전작이 오픈했을 때와 마찬가지로 총 5개 클래스로 되어있다.
- 전사
- 마법사
- 궁수
- 성기사
- 조각사

## 서버
정식 오픈할 때 총 9개 서버
- 한국: 5개
  - K1 리플리
  - K2 카모샤
  - K3 아누비스
  - K4 티라스
  - K5 아슬란
- 아시아: 2개
  - A1 Prome
  - A2 Polaris
- 대만, 홍콩, 마카오: 2개
  - S1 凡爾賽
  - S2 杜瓦爾

## 주요 일정
- 2023년 8월 16일 사전예약을 시작했다.[4]
- 2023년 9월 5일부터 12일까지 캐릭터명을 선점하는 이벤트를 진행했다.
- 2023년 9월 13일 한국, 대만, 아시아에 정식 오픈했다.